# Амальрик I (виконт Нарбонны)
Амальрик (Амори) I (Amalric I de Narbonne, Amauri I de Narbonne; около 1220 — 1270) — виконт Нарбонна с 1238 года.

## Биография
Родился около 1220 года. Сын Эмери III де Нарбонна от его второй (Аделаида) или третьей (Маргарита де Марли) жены.
О его правлении известно только то, что он чеканил в Нарбонне по крайней мере с 1246 года свою монету.

## Семья
Жена — Филиппа д’Андюз (умерла после ноября 1272), дама де Сомьер, дочь Пьера Раймона VII сеньора д’Андюз от его первой жены Жоссеранды де Пуатье-Валентинуа.
Известны пятеро их детей:
- Эмери IV (умер в 1298), виконт Нарбонна.
- Амальрик (Амори) (умер после 11 января 1302), сеньор Периньяна и Талерана.
- Гильом, сеньор де Вернёйл, канонник в Шартре и Нарбонне
- Госсеранда, муж — Гильом де Вуазен, сеньор де Лиму.
- Маргарита.